# Liste der Kulturgüter in Unterentfelden
Die Liste der Kulturgüter in Unterentfelden enthält alle Objekte in der Gemeinde Unterentfelden im Kanton Aargau, die gemäss der Haager Konvention zum Schutz von Kulturgut bei bewaffneten Konflikten, dem Bundesgesetz vom 20. Juni 2014 über den Schutz der Kulturgüter bei bewaffneten Konflikten sowie der Verordnung vom 29. Oktober 2014 über den Schutz der Kulturgüter bei bewaffneten Konflikten unter Schutz stehen.
Es sind weder A-Objekte noch B-Objekte auf dem Gemeindegebiet ausgewiesen, Objekte der Kategorie C fehlen zurzeit (Stand: 1. Januar 2023). Unter übrige Baudenkmäler sind geschützte Objekte zu finden, die in der Bau- und Nutzungsordnung der Gemeinde verzeichnet sind.

## Übrige Baudenkmäler
| ID   | Foto |                                                                                        | Objekt                                        | Typ | Standort                               | Beschreibung |
| ---- | ---- | -------------------------------------------------------------------------------------- | --------------------------------------------- | --- | -------------------------------------- | ------------ |
| 901  | ja   | Datei hochladen · Wikidata zu Ehemaliges Schulhaus (Q106122499)                        | Ehemaliges Schulhaus (1910/11)                | G   | Hauptstrasse 15 645624 / 246350        |              |
| 902  | ja   | Datei hochladen · Wikidata zu Ortsmuseum Staufferhaus (Q2334559)                       | Ortsmuseum Staufferhaus (1761)                | G   | Hauptstrasse 1 645511 / 246096         |              |
| 906  | BW   | Datei hochladen                                                                        | Speicher (1651)                               | G   | Nordweg/Schifflibach 646058 / 246658   |              |
| 908  | BW   | Datei hochladen                                                                        | Wohnhaus (ehemalige Post)                     | G   | Hauptstrasse 39 645752 / 246663        |              |
| 909  | ja   | Datei hochladen · Wikidata zu Kirchturm der evangelisch-reformierten Kirche (Q2137108) | Kirchturm der evangelisch-reformierten Kirche | G   | Hauptstrasse 21.3 645689 / 246374      |              |
| 910A | BW   | Datei hochladen                                                                        | Grenzstein Nr. 488                            | G   | Schönenwerderstrasse 644143 / 246172   |              |
| 910B | BW   | Datei hochladen                                                                        | Grenzstein Nr. 489                            | G   | Schönenwerderstrasse 644217 / 246208   |              |
| 910C | BW   | Datei hochladen                                                                        | Grenzstein Nr. 490                            | G   | Haselmatt 644308 / 246456              |              |
| 910D | BW   | Datei hochladen                                                                        | Grenzstein Nr. 491                            | G   | westlich der Waldhütte 644418 / 246560 |              |

Hinweis zur Legende: Anstelle der KGS-Nummer wird als Objekt-Identifikator (ID) die Inventarnummer in der Bau- und Nutzungsordnung verwendet.